# Château des Carneaux

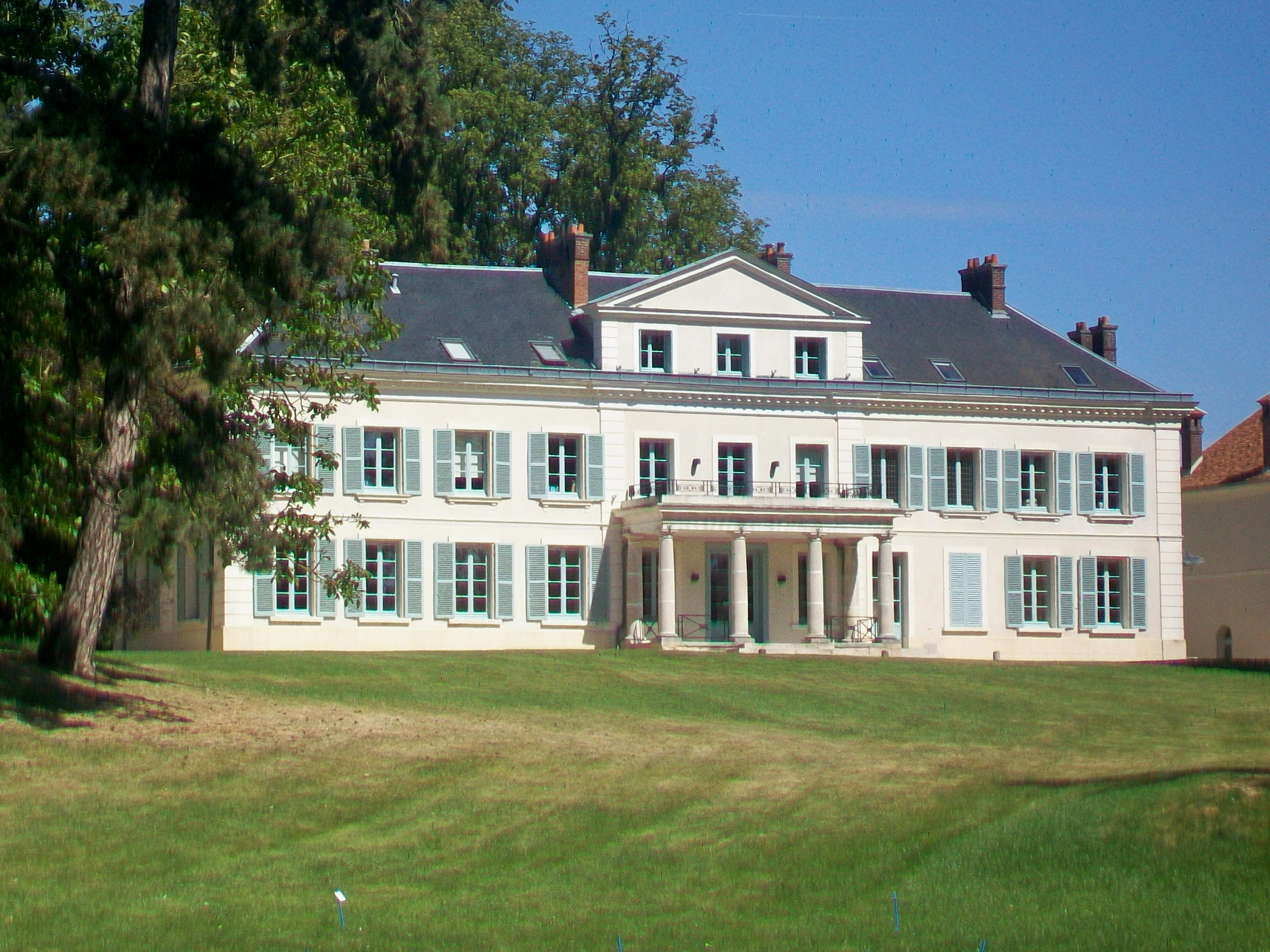
Château des Carneaux, Parkseite

Das Château des Carneaux in Vémars, einer französischen Gemeinde im Département Val-d’Oise in der Region Île-de-France, wurde 1846 errichtet. Das Schloss steht an der Rue du gué Malaye bzw. Rue Pasteur.
Das zweigeschossige Bauwerk mit elf Fensterachsen wurde im Stil des Klassizismus errichtet. An der Parkseite wird ein Balkon an der Mittelachse von vier Säulen getragen. Darüber befindet sich am Dach ein dreifenstriger Ausbau, der von einem Dreiecksgiebel abgeschlossen wird.
Zum Schloss gehören ein Bauernhof, Nebengebäude und eine Parkanlage.